# معركة سلايس
معركة سلايس هي معركة بحرية وقعت في 24 يونيو 1340 خلال عهد فيليب السادس ملك فرنسا وإدوارد الثالث ملك إنجلترا في المنطقة الواقعة على الحدود بين منطقة فلاندر الغربية البلجيكية ومنطقة زيلند الهولندية، وكانت من بوادر بدء الصراع الفرنسي الإنجليزي الطويل الذي عُرف باسم حرب المئة عام. انتهت معركة سلايس بانتصار إنجليزي ساحق ودُمّر سلاح البحرية الفرنسية بشكل شبه كامل، مما أعطى الإنجليز السيادة التامة على القنال. لكن بحلول نهاية فترة حكم إدوارد كان الفرنسيون قد أعادوا بناء أسطولهم ليشكلوا خطراً على جيرانهم الإنجليز من جديد.